# Categoría Primera A 2016
Die Categoría Primera A 2016, nach einem Sponsor Liga Águila genannt, war eine aus Apertura und Finalización bestehende Spielzeit der höchsten kolumbianischen Spielklasse im Fußball der Herren. Die Apertura ist die dreiundachtzigste und die Finalización die vierundachtzigste Austragung der kolumbianischen Meisterschaft. Die Apertura begann am 29. Januar 2016 und endete am 19. Juni 2016. Die Finalización begann am 1. Juli 2016 und endete am 18. Dezember 2016.
Die Aufsteiger sind Atlético Bucaramanga und Fortaleza FC.
Meister der Apertura wurde Independiente Medellín nach einem Sieg im Finale gegen Junior. In der Finalización konnte sich Independiente Santa Fe im Finale gegen Deportes Tolima durchsetzen.
Als erster Absteiger stand vier Spieltage vor Ende Fortaleza FC fest. Zwei Spieltage später stand auch Boyacá Chicó FC als Absteiger fest.

## Modus
Der Modus blieb im Vergleich zum Vorjahr unverändert. Es wurden zwei Meister ermittelt, einer für jede Halbserie. Jeder Halbserienmeister war automatisch für die Copa Libertadores qualifiziert. Zwei weitere Plätze wurden an die Vereine vergeben, die nach der Zusammenzählung aller Punkte und Tore der Phasen 1 und 2 der ersten und der zweiten Halbserienmeisterschaft am höchsten standen. Hätte ein Verein beide Halbserienmeisterschaften gewonnen, so wäre der zweite Teilnehmer an der Libertadores nach demselben Verfahren ausgewählt worden. Drei Teilnehmer an der Copa Sudamericana wurden nach demselben Schema ermittelt wie der dritte Libertadores-Teilnehmer: die drei Vereine, die in der Gesamtjahreswertung hinter diesem standen, sind qualifiziert. Ein vierter Verein wird durch den Pokalwettbewerb bestimmt. Eine neue Regelung war, dass kein Verein sich für beide Wettbewerbe qualifizieren konnte.
Zwei direkte Absteiger in die Categoría Primera B wurden durch eine gesonderte Abstiegstabelle bestimmt, die aus dem Durchschnitt der vergangenen drei Spielzeiten ermittelt wurde.
In beiden Phasen spielten zunächst alle 20 Mannschaften im Ligamodus einmal gegeneinander, zusätzlich gab es einen Spieltag mit Clásicos, an dem Spiele mit Derby-Charakter ausgetragen wurden. Die ersten acht Mannschaften qualifizierten sich für das Viertelfinale, auf das Halbfinale und Finale folgten. Bei der Auslosung der Viertelfinalspiele waren die Mannschaften auf den Plätzen eins bis vier im ersten Lostopf und bekamen eine Mannschaft der Plätze fünf bis acht zugelost. Zudem hatten sie im Rückspiel Heimrecht.

## Teilnehmer
Die folgenden Vereine nahmen an den beiden Halbserien der Spielzeit 2016, Apertura und Finalización teil. Águilas Doradas änderte seinen Namen zu Rionegro Águilas.
| Mannschaft | Stadt                     | Departamento         | Stadion                                | erste Saison in der Primera A |
| --- | ------------------------- | -------------------- | -------------------------------------- | ----------------------------- |
| Alianza Petrolera | Barrancabermeja           | Santander            | Villa Zapata                           | 2013                          |
| Atlético Bucaramanga | Bucaramanga Floridablanca | Santander            | Alfonso López 1 Gómez Hurtado          | 1949                          |
| Atlético Huila | Neiva Ibagué Armenia      | Huila Tolima Quindío | Plazas Alcid 2 Murillo Toro Centenario | 1993                          |
| Atlético Nacional | Medellín Itagüí           | Antioquia            | A. Girardot 3 Ciudad de Itagüí         | 1948                          |
| Boyacá Chicó | Tunja                     | Boyacá               | Independencia                          | 2004                          |
| Cortuluá | Tuluá                     | Valle del Cauca      | Doce de Octubre                        | 1994                          |
| Deportes Tolima | Ibagué                    | Tolima               | Murillo Toro                           | 1955                          |
| Deportivo Cali | Palmira 4 Cali            | Valle del Cauca      | Deportivo Cali Pascual Guerrero        | 1948                          |
| Deportivo Pasto | Pasto                     | Nariño               | Libertad                               | 1999                          |
| Envigado FC | Envigado                  | Antioquia            | Polideportivo Sur                      | 1992                          |
| Fortaleza FC | Bogotá D.C.               | Bogotá               | Techo El Campín 5                      | 2014                          |
| Independiente Medellín | Medellín                  | Antioquia            | Atanasio Girardot                      | 1948                          |
| Independiente Santa Fe | Bogotá D.C.               | Bogotá               | El Campín 6 Techo                      | 1948                          |
| Jaguares de Córdoba | Montería                  | Córdoba              | Jaraguay                               | 2015                          |
| Junior | Barranquilla              | Atlántico            | Metropolitano                          | 1948                          |
| La Equidad | Bogotá D.C.               | Bogotá               | Techo                                  | 2007                          |
| Millonarios | Bogotá D.C.               | Bogotá               | El Campín 6 Techo                      | 1948                          |
| Once Caldas | Manizales                 | Caldas               | Palogrande                             | 1948                          |
| Patriotas | Tunja                     | Boyacá               | Independencia                          | 2012                          |
| Rionegro Águilas | Rionegro                  | Antioquia            | Alberto Grisales                       | 2011                          |
| 1 Wegen Umbaumaßnahmen am eigenen Stadion wich Bucaramanga für die meisten Spiele nach Floridablanca aus.2 Aufgrund eines Unfalls bei Umbaumaßnahmen am eigenen Stadion musste Huila ab September nach Ibagué und Armenia ausweichen.2 Nacional trug ein Heimspiel in Itagüí aus, da das Stadion in Medellín aufgrund von Aufbauarbeiten für ein Konzert nicht benutzt werden konnte.4 Deportivo Cali hat seinen Sitz in Cali, das Estadio Deportivo Cali liegt aber in der Nachbarstadt Palmira. Ein Spiel trug Deportivo Cali im Estadio Pascual Guerrero aus.5 Fortaleza spielte ein Heimspiel im größeren Estadio El Campín.6 Santa Fe und Millonarios spielten aufgrund von Umbaumaßnahmen einzelne Spiele im Estadio Metropolitano de Techo. |                           |                      |                                        |                               |

## Apertura

### Ligaphase

#### Tabelle
| Pl. | Verein                   | Sp. | S  | U  | N  | Tore    | Diff. | Punkte |
| --- | ------------------------ | --- | -- | -- | -- | ------- | ----- | ------ |
| 1.  | Independiente Medellín   | 20  | 11 | 7  | 2  | 033:170 | +16   | 40     |
| 2.  | Atlético Nacional (M)    | 20  | 12 | 3  | 5  | 042:200 | +22   | 39     |
| 3.  | Millonarios              | 20  | 11 | 4  | 5  | 030:170 | +13   | 37     |
| 4.  | Independiente Santa Fe   | 20  | 11 | 4  | 5  | 028:180 | +10   | 37     |
| 5.  | Junior (P)               | 20  | 10 | 7  | 3  | 028:200 | +8    | 37     |
| 6.  | Rionegro Águilas         | 20  | 10 | 4  | 6  | 030:230 | +7    | 34     |
| 7.  | Deportivo Cali           | 20  | 9  | 5  | 6  | 035:280 | +7    | 32     |
| 8.  | Cortuluá                 | 20  | 8  | 7  | 5  | 029:230 | +6    | 31     |
| 9.  | Patriotas                | 20  | 8  | 5  | 7  | 022:230 | −1    | 29     |
| 10. | Once Caldas              | 20  | 7  | 5  | 8  | 026:220 | +4    | 26     |
| 11. | Deportivo Pasto          | 20  | 5  | 9  | 6  | 019:230 | −4    | 24     |
| 12. | Deportes Tolima          | 20  | 7  | 3  | 10 | 025:320 | −7    | 24     |
| 13. | Atlético Bucaramanga (N) | 20  | 3  | 14 | 3  | 021:270 | −6    | 23     |
| 14. | Jaguares de Córdoba      | 20  | 6  | 5  | 9  | 016:290 | −13   | 23     |
| 15. | Envigado FC              | 20  | 4  | 7  | 9  | 021:220 | −1    | 19     |
| 16. | Atlético Huila           | 20  | 5  | 4  | 11 | 018:260 | −8    | 19     |
| 17. | La Equidad               | 20  | 4  | 7  | 9  | 020:300 | −10   | 19     |
| 18. | Boyacá Chicó             | 20  | 3  | 8  | 9  | 017:280 | −11   | 17     |
| 19. | Alianza Petrolera        | 20  | 4  | 5  | 11 | 024:380 | −14   | 17     |
| 20. | Fortaleza FC (N)         | 20  | 4  | 3  | 13 | 016:340 | −18   | 15     |

| (M) | Meister Finalización 2015: Atlético Nacional                               |
| (P) | Pokalsieger 2015: Junior                                                   |
| (N) | Aufsteiger aus der Categoría Primera B: Atlético Bucaramanga, Fortaleza FC |

### Finalrunde

#### Viertelfinale
Die Hinspiele wurden am 1. und 2. Juni 2016 ausgetragen und die Rückspiele am 4. und 5. Juni 2016.
|                  | Gesamt          |                        | Hinspiel | Rückspiel |
| ---------------- | --------------- | ---------------------- | -------- | --------- |
| Cortuluá         | 3:2             | Independiente Santa Fe | 2:1      | 1:1       |
| Rionegro Águilas | 2:2 (4:5 i. E.) | Atlético Nacional      | 1:1      | 1:1       |
| Deportivo Cali   | 2:3             | Medellín               | 2:1      | 0:2       |
| Junior           | 4:4 (4:2 i. E.) | Millonarios            | 2:0      | 2:4       |

#### Halbfinale
Die Hinspiele wurden am 8. und 9. Juni 2016 ausgetragen und die Rückspiele am 11. und 12. Juni 2016.
|          | Gesamt          |                   | Hinspiel | Rückspiel |
| -------- | --------------- | ----------------- | -------- | --------- |
| Cortuluá | 3:3 (7:8 i. E.) | Medellín          | 1:2      | 2:1       |
| Junior   | 1:1 (4:2 i. E.) | Atlético Nacional | 1:1      | 0:0       |

### Finale

#### Hinspiel
| Paarung                | Junior – Independiente Medellín |
| Ergebnis               | 1:1 (1:1) |
| Datum                  | 15. Juni 2016 um 19:00 Uhr (UTC-5) |
| Stadion                | Estadio Metropolitano Roberto Meléndez, Barranquilla |
| Zuschauer              | 35.000 |
| Schiedsrichter         | Nicolás Gallo |
| Tore                   | 1:0 Jorge Aguirre (20.) 1:1 Juan David Cabezas (27.) |
| Junior                 | Sebastián Viera, Iván Vélez, Jorge Enrique Arias (46. Deivy Balanta), Alexis Pérez, Juan Domínguez, James Sánchez, Luis Narváez, Vladimir Hernández, Jorge Aguirre (75. Leiner Escalante), Jarlan Barrera, Roberto Ovelar (69. Édison Toloza) Cheftrainer: Alexis Mendoza                                               |
| Independiente Medellín | David González, Andrés Mosquera Guardia, Juan Camilo Saiz, Hernán Pertuz, Marlon Piedrahita (83. William Parra Sinisterra), John Édison Hernández, Juan David Cabezas, Luis Tipton, Christian Marrugo, Luis Carlos Arias (61. Hernán Hechalar), Leonardo Fabio Castro (79. Mauricio Molina) Cheftrainer: Leonel Álvarez |
| Gelbe Karten           | James Sánchez, Alexis Pérez – Luis Tipton, John Édison Hernández |

#### Rückspiel
| Paarung                | Independiente Medellín – Junior |
| Ergebnis               | 2:0 (1:0) |
| Datum                  | 19. Juni 2016 um 19:00 Uhr (UTC-5) |
| Stadion                | Estadio Atanasio Girardot, Medellín |
| Schiedsrichter         | Harold Perilla |
| Tore                   | 1:0 Christian Marrugo (35.) 2:0 Christian Marrugo (90.+3') |
| Independiente Medellín | David González, Juan Camilo Saiz, Hernán Pertuz, Marlon Piedrahita, John Édison Hernández, Juan David Cabezas, Luis Tipton, Christian Marrugo, Luis Carlos Arias (75. Mauricio Molina), Juan Fernando Caicedo (65. William Parra Sinisterra), Leonardo Fabio Castro (87. Andrés Mosquera Guardia) Cheftrainer: Leonel Álvarez |
| Junior                 | Sebastián Viera, Iván Vélez, Deivy Balanta, Alexis Pérez, Juan Domínguez, James Sánchez, Luis Narváez, Vladimir Hernández, Jorge Aguirre (75. Leiner Escalante), Jarlan Barrera (87. Jhon Vásquez), Édison Toloza Cheftrainer: Alexis Mendoza                                                                                 |
| Gelbe Karten           | John Édison Hernández, Leonardo Fabio Castro, Mauricio Molina – Vladimir Hernández, Édison Toloza, Leiner Escalante, Luis Narváez |

### Torschützenliste
Bei gleicher Anzahl von Treffern sind die Spieler alphabetisch geordnet.
| Pl. | Spieler                | Mannschaft             | Tore |
| --- | ---------------------- | ---------------------- | ---- |
| 1.  | Miguel Borja           | Cortuluá               | 19   |
| 2.  | Vladimir Hernández     | Junior                 | 13   |
| 3.  | Luis Páez              | Rionegro Águilas       | 12   |
| 3.  | Sergio Esteban Romero  | Alianza Petrolera      | 12   |
| 5.  | Leonardo Fabio Castro  | Independiente Medellín | 10   |
| 6.  | Orlando Berrío         | Atlético Nacional      | 8    |
| 6.  | Óscar Estupiñán        | Once Caldas            | 8    |
| 6.  | Edis Ibargüen          | Patriotas Boyacá       | 8    |
| 6.  | Harold Preciado        | Deportivo Cali         | 8    |
| 10. | Andrés Felipe Ibargüen | Atlético Nacional      | 7    |
| 10. | Stalin Motta           | La Equidad             | 7    |
| 10. | Michael Rangel         | Millonarios            | 7    |
| 10. | Luis Manuel Seijas     | Independiente Santa Fe | 7    |
| 10. | Macnelly Torres        | Atlético Nacional      | 7    |
| 10. | Mateus Uribe           | Deportes Tolima        | 7    |

## Finalización

### Ligaphase

#### Tabelle
| Pl.                      | Verein                     | Sp. | S  | U  | N  | Tore    | Diff. | Punkte |
| ------------------------ | -------------------------- | --- | -- | -- | -- | ------- | ----- | ------ |
| 1.                       | Atlético Nacional          | 20  | 9  | 10 | 1  | 032:190 | +13   | 37     |
| 2.                       | Deportivo Cali             | 20  | 10 | 4  | 6  | 025:170 | +8    | 34     |
| 3.                       | Deportes Tolima            | 20  | 8  | 9  | 3  | 025:160 | +9    | 33     |
| 4.                       | Independiente Santa Fe     | 20  | 9  | 6  | 5  | 022:150 | +7    | 33     |
| 5.                       | Independiente Medellín (M) | 20  | 9  | 6  | 5  | 031:260 | +5    | 33     |
| 6.                       | Millonarios                | 20  | 10 | 3  | 7  | 028:230 | +5    | 33     |
| 7.                       | Atlético Bucaramanga (N)   | 20  | 9  | 5  | 6  | 026:190 | +7    | 32     |
| 8.                       | Patriotas                  | 20  | 9  | 5  | 6  | 023:190 | +4    | 32     |
| 9.                       | Envigado FC                | 20  | 9  | 5  | 6  | 023:200 | +3    | 32     |
| 10.                      | Alianza Petrolera          | 20  | 8  | 6  | 6  | 022:170 | +5    | 30     |
| 11.                      | Junior (P)                 | 20  | 7  | 7  | 6  | 025:270 | −2    | 28     |
| 12.                      | Rionegro Águilas           | 20  | 7  | 5  | 8  | 023:280 | −5    | 26     |
| 13.                      | Once Caldas                | 20  | 7  | 4  | 9  | 025:240 | +1    | 25     |
| 14.                      | La Equidad                 | 20  | 5  | 8  | 7  | 024:270 | −3    | 23     |
| 15.                      | Jaguares de Córdoba        | 20  | 6  | 5  | 9  | 016:200 | −4    | 23     |
| 16.                      | Atlético Huila             | 20  | 6  | 5  | 9  | 018:270 | −9    | 23     |
| 17.                      | Fortaleza FC (N)           | 20  | 5  | 5  | 10 | 020:280 | −8    | 20     |
| 18.                      | Deportivo Pasto            | 20  | 5  | 5  | 10 | 019:280 | −9    | 20     |
| 19.                      | Cortuluá                   | 20  | 3  | 5  | 12 | 022:340 | −12   | 14     |
| 20.                      | Boyacá Chicó               | 20  | 4  | 2  | 14 | 018:330 | −15   | 14     |
| Stand: 20. November 2016 |                            |     |    |    |    |         |       |        |

| (M) | Meister Apertura 2016: Independiente Medellín                              |
| (P) | Pokalsieger 2015: Junior                                                   |
| (N) | Aufsteiger aus der Categoría Primera B: Atlético Bucaramanga, Fortaleza FC |

### Finalrunde

#### Viertelfinale
Die Hinspiele wurden am 26. und 27. November 2016 und die Rückspiele am 3. und 4. Dezember 2016 ausgetragen.
|                        | Gesamt          |                        | Hinspiel | Rückspiel |
| ---------------------- | --------------- | ---------------------- | -------- | --------- |
| Atlético Bucaramanga   | 3:2             | Deportivo Cali         | 2:1      | 1:1       |
| Independiente Medellín | 1:4             | Independiente Santa Fe | 1:2      | 0:2       |
| Patriotas Boyacá       | 2:2 (0:3 i. E.) | Deportes Tolima        | 1:2      | 1:0       |
| Millonarios FC         | 2:4             | Atlético Nacional      | 2:1      | 0:3       |

#### Halbfinale
Die Hinspiele wurden am 7. und 8. Dezember und die Rückspiele am 11. Dezember 2016 ausgetragen.
|                        | Gesamt          |                   | Hinspiel | Rückspiel |
| ---------------------- | --------------- | ----------------- | -------- | --------- |
| Independiente Santa Fe | 5:1             | Atlético Nacional | 1:1      | 4:0       |
| Atlético Bucaramanga   | 2:2 (2:4 i. E.) | Deportes Tolima   | 1:0      | 1:2       |

### Finale
Das Hinspiel wurde am 14. und das Rückspiel am 18. Dezember 2016 ausgetragen. Im Hinspiel in Ibagué konnte sich keine der beiden Mannschaften einen Vorteil verschaffen. Das Spiel endete 0:0. Im Rückspiel konnte sich dann Santa Fe mit 1:0 durchsetzen und gewann damit die neunte Meisterschaft.
|                 | Gesamt |                        | Hinspiel | Rückspiel |
| --------------- | ------ | ---------------------- | -------- | --------- |
| Deportes Tolima | 0:1    | Independiente Santa Fe | 0:0      | 0:1       |

#### Hinspiel
| Paarung                | Deportes Tolima – Independiente Santa Fe |
| Ergebnis               | 0:0 |
| Datum                  | 14. Dezember 2016 um 19:00 Uhr (UTC-5) |
| Stadion                | Estadio Manuel Murillo Toro, Ibagué |
| Zuschauer              | 25.000 |
| Schiedsrichter         | Nicolás Gallo (Caldas) |
| Tore                   | keine |
| Deportes Tolima        | Joel Silva, Didier Delgado, Fainer Torijano, Sergio Mosquera, Danovis Banguero, Gabriel Gómez, Luis Alejandro Paz, Cleider Alzate (84. Víctor Aquino), Armando Vargas (74. Deinner Quiñónez), Marco Pérez Murillo (68. Jáder Obrian), Ángelo Rodríguez Cheftrainer: Alberto Gamero |
| Independiente Santa Fe | Leandro Castellanos, José Moya, Héctor Urrego, William Tesillo, Sebastián Salazar, Yeison Gordillo, Juan Daniel Roa, Leyvin Balanta, Jonathan Gómez (85. Baldomero Perlaza), Anderson Plata (72. Jhonatan Agudelo), Humberto Osorio Cheftrainer: Gustavo Costas                    |
| Gelbe Karten           | Didier Delgado, Armando Vargas – Sebastián Salazar, Yeison Grdillo, Leyvin Balanta |

#### Rückspiel
| Paarung                | Independiente Santa Fe – Deportes Tolima |
| Ergebnis               | 1:0 (1:0) |
| Datum                  | 18. Dezember 2016 um 18:00 Uhr (UTC-5) |
| Stadion                | Estadio Nemesio Camacho "El Campín", Bogotá |
| Zuschauer              | 34.000 |
| Schiedsrichter         | Wilmar Roldán (Antioquia) |
| Tore                   | 1:0 Héctor Urrego (11.) |
| Independiente Santa Fe | Leandro Castellanos, Héctor Urrego, William Tesillo, José Moya, Sebastián Salazar, Yeison Gordillo, Juan Daniel Roa, Leyvin Balanta, Jonathan Gómez (86. John Fredy Salazar), Humberto Osorio (76. Omar Sebastián Pérez), Anderson Plata (90. Javier López Rodríguez) Cheftrainer: Gustavo Costas |
| Deportes Tolima        | Joel Silva, Víctor Giraldo, Sergio Mosquera, Fainer Torijano, Danovis Banguero, Luis Alejandro Paz, Gabriel Gómez, Didier Delgado, Deinner Quiñónez, Cleider Alzate (46. Víctor Aquino), Ángelo Rodríguez Cheftrainer: Alberto Gamero                                                             |
| Gelbe Karten           | Sebastián Salazar, Jonathan Gómez – keine |
| Platzverweise          | keine – Sergio Mosquera |

### Torschützenliste
Bei gleicher Anzahl von Treffern sind die Spieler alphabetisch geordnet.
| Pl. | Spieler               | Mannschaft             | Tore |
| --- | --------------------- | ---------------------- | ---- |
| 1.  | Ayron del Valle       | Millonarios FC         | 12   |
| 2.  | Diego Álvarez Sánchez | Patriotas Boyacá       | 11   |
| 3.  | Darío Rodríguez Parra | Atlético Bucaramanga   | 10   |
| 4.  | Luis Páez             | Rionegro Águilas       | 9    |
| 4.  | Ángelo Rodríguez      | Deportes Tolima        | 9    |
| 6.  | Michael Rangel        | Junior                 | 8    |
| 7.  | Jown Cardona          | Cortuluá               | 7    |
| 7.  | Omar Duarte           | Atlético Huila         | 7    |
| 7.  | Christian Marrugo     | Independiente Medellín | 7    |
| 7.  | Carlos Peralta        | La Equidad             | 7    |
| 7.  | Anderson Plata        | Independiente Santa Fe | 7    |

## Gesamttabelle
Für die Reclasificación werden alle Spiele der Spielzeit 2016 sowohl der Liga- als auch der Finalphase zusammengezählt, um die weiteren Teilnehmer neben den jeweiligen Meistern der Halbserien an den kontinentalen Wettbewerben zu ermitteln.
| Pl.                      | Verein                 | Sp. | S  | U  | N  | Tore    | Diff. | Punkte |
| ------------------------ | ---------------------- | --- | -- | -- | -- | ------- | ----- | ------ |
| 1.                       | Independiente Santa Fe | 48  | 24 | 13 | 11 | 062:380 | +24   | 85     |
| 2.                       | Atlético Nacional      | 48  | 22 | 18 | 8  | 082:490 | +33   | 84     |
| 3.                       | Independiente Medellín | 48  | 23 | 14 | 11 | 074:530 | +21   | 83     |
| 4.                       | Millonarios            | 44  | 23 | 7  | 14 | 064:480 | +16   | 76     |
| 5.                       | Junior                 | 46  | 18 | 17 | 11 | 059:550 | +4    | 71     |
| 6.                       | Deportivo Cali         | 44  | 20 | 10 | 14 | 064:510 | +13   | 70     |
| 7.                       | Patriotas Boyacá       | 42  | 18 | 10 | 14 | 047:440 | +3    | 64     |
| 8.                       | Deportes Tolima        | 46  | 17 | 13 | 16 | 054:530 | +1    | 64     |
| 9.                       | Rionegro Águilas       | 42  | 17 | 11 | 14 | 055:530 | +2    | 62     |
| 10.                      | Atlético Bucaramanga   | 44  | 14 | 20 | 10 | 052:500 | +2    | 62     |
| 11.                      | Cortuluá               | 44  | 13 | 13 | 18 | 057:620 | −5    | 52     |
| 12.                      | Once Caldas            | 40  | 14 | 9  | 17 | 051:460 | +5    | 51     |
| 13.                      | Envigado FC            | 40  | 13 | 12 | 15 | 044:420 | +2    | 51     |
| 14.                      | Alianza Petrolera      | 40  | 12 | 11 | 17 | 046:550 | −9    | 47     |
| 15.                      | Jaguares de Córdoba    | 40  | 12 | 10 | 18 | 032:490 | −17   | 46     |
| 16.                      | Deportivo Pasto        | 40  | 10 | 14 | 16 | 038:510 | −13   | 44     |
| 17.                      | La Equidad             | 40  | 9  | 15 | 16 | 044:570 | −13   | 42     |
| 18.                      | Atlético Huila         | 40  | 11 | 9  | 20 | 036:530 | −17   | 42     |
| 19.                      | Fortaleza FC           | 40  | 9  | 8  | 23 | 036:620 | −26   | 35     |
| 20.                      | Boyacá Chicó           | 40  | 7  | 10 | 23 | 033:610 | −28   | 31     |
| Stand: 18. Dezember 2016 |                        |     |    |    |    |         |       |        |

## Abstiegstabelle
Für die Abstiegstabelle werden die Ligaphasen der Hin- und Rückserien der Jahre 2014, 2015 und 2016 zusammengezählt. Aufsteiger erhalten jeweils die Punktzahl der letzten nicht abgestiegenen Mannschaft des Vorjahrs.
| Pl. | Verein                 | Sp. | T   | GT  | Diff. | Pkt. | Prom. |
| --- | ---------------------- | --- | --- | --- | ----- | ---- | ----- |
| 20. | Fortaleza FC           | 116 | 114 | 183 | −69   | 111  | 0.956 |
| 19. | Boyacá Chicó           | 116 | 103 | 157 | −54   | 112  | 0.965 |
| 18. | Deportivo Pasto        | 116 | 117 | 170 | −53   | 121  | 1.043 |
| 17. | Jaguares de Córdoba    | 116 | 110 | 170 | −60   | 121  | 1.051 |
| 16. | Cortuluá               | 116 | 128 | 155 | −27   | 125  | 1.077 |
| 15. | Atlético Bucaramanga   | 116 | 125 | 167 | −42   | 131  | 1.129 |
| 14. | La Equidad             | 116 | 120 | 153 | −35   | 137  | 1.181 |
| 13. | Atlético Huila         | 116 | 129 | 147 | −18   | 145  | 1.250 |
| 12. | Alianza Petrolera      | 116 | 121 | 133 | −12   | 154  | 1.327 |
| 11. | Envigado FC            | 116 | 128 | 117 | +11   | 160  | 1.379 |
| 10. | Patriotas              | 116 | 125 | 133 | 0−8   | 164  | 1.413 |
| 9.  | Once Caldas            | 116 | 156 | 126 | +30   | 165  | 1.422 |
| 8.  | Deportes Tolima        | 116 | 143 | 131 | +12   | 170  | 1.465 |
| 7.  | Rionegro Águilas       | 116 | 137 | 127 | +10   | 171  | 1.474 |
| 6.  | Deportivo Cali         | 116 | 167 | 144 | +23   | 180  | 1.551 |
| 5.  | Millonarios            | 116 | 163 | 122 | +41   | 185  | 1.594 |
| 4.  | Junior                 | 116 | 150 | 123 | +27   | 189  | 1.629 |
| 3.  | Independiente Santa Fe | 116 | 153 | 96  | +57   | 193  | 1.663 |
| 2.  | Independiente Medellín | 116 | 173 | 134 | +39   | 194  | 1.672 |
| 1.  | Atlético Nacional      | 116 | 201 | 104 | +97   | 218  | 1.879 |